# Austin Berry (coach)
Austín Gerardo Berry (Puerto Limón, 5 april 1971) is een voormalig Costa Ricaans voetballer die na zijn loopbaan aan de slag ging als assistent-coach. Hij is in dienst van CS Herediano.
Als speler maakte Berry in 1991 zijn debuut voor de nationale ploeg van Costa Rica, waarvoor hij 65 wedstrijden speelde en vijfmaal scoorde. In 2006 stopte Berry met zijn actieve loopbaan en werd assistent-trainer.